# Irréfutable (X-Files)
Irréfutable (Sunshine Days) est le 18e épisode de la saison 9 de la série télévisée X-Files. Dans cet épisode, Scully, Doggett et Reyes enquêtent sur des meurtres bizarres dont le principal suspect est obsédé par la sitcom The Brady Bunch.
L'épisode a obtenu des critiques globalement favorables.

## Résumé
À Van Nuys, en Californie, Blake McCormick et Michael Daley s'introduisent dans une maison, le premier affirmant au second que c'est là qu'a été tournée la sitcom The Brady Bunch. Il s'avère en effet que l'intérieur de la maison est exactement semblable au décor de cette série. Peu rassuré, Daley s'enfuit alors que McCormick explore la maison. Peu après, le corps de McCormick s'écrase sur le toit de la voiture de Daley. Doggett et Reyes interrogent le propriétaire de la maison, Oliver Martin, mais celui-ci affirme n'avoir rien vu et l'intérieur de la maison n'a plus rien à voir avec celui où est entré Daley. Néanmoins, en fouillant les alentours, Doggett en déduit que McCormick est passé à travers le toit de la maison. La nuit suivante, Daley revient sur les lieux et voit la famille Brady en train de diner. Il pénètre à l'intérieur mais les Brady ont disparu. Martin le presse de partir mais Daley refuse et est projeté à travers le toit avant de s'écraser dans la rue.
Scully découvre dans les anciennes affaires non classées l'histoire d'un jeune garçon, Anthony Fogelman, possédant des facultés psychokinétiques. Fogelman a plus tard changé de nom pour devenir Oliver Martin. Le docteur Rietz, le parapsychologue ayant travaillé à l'époque sur le cas de Fogelman, affirme que le garçon était très solitaire mais n'avait aucune méchanceté et que son talent hors du commun avait fini par disparaître. Reyes fait le lien entre le nom que Fogelman a pris et le cousin Oliver, un personnage de The Brady Bunch introduit à la fin de la série et considéré comme un porte-malheur. Scully, Doggett, Reyes et Rietz vont voir Fogelman et font l'expérience de ses extraordinaires facultés psychiques, qu'il n'arrive pas toujours à contrôler. Désirant enfin apporter la preuve irréfutable du paranormal, Scully le persuade de révéler publiquement son don.
Au siège du FBI, Fogelman fait léviter Skinner mais est victime d'un malaise juste après. Scully découvre que le pouvoir de Fogelman use progressivement son corps et finira par le tuer. Doggett fait alors le lien entre la disparition précédente du pouvoir de Fogelman et la présence de Rietz. Le garçon considérait Rietz comme le père qu'il n'avait jamais eu et n'avait plus besoin d’utiliser ses talents, comme s'inventer une famille idéale imaginaire, pour briser sa solitude. Rietz renoue alors sa relation avec Fogelman, lui sauvant ainsi la vie. Scully se console de l'occasion manquée d'établir la preuve irréfutable du paranormal en voyant dans cette relation filiale entre Rietz et Fogelman quelque chose de plus important.

## Distribution
- Gillian Anderson : Dana Scully
- Robert Patrick : John Doggett
- Annabeth Gish : Monica Reyes
- Mitch Pileggi : Walter Skinner
- Michael Emerson : Oliver Martin
- John Aylward : le docteur John Rietz
- Tyson Turrou : Blake McCormick
- Stephen Bridgewater : le docteur Henry Jacocks
- David Faustino : Michael Daley

## Production
Vince Gilligan, qui scénarise et réalise l'épisode, voit celui-ci comme un « adieu au public et aux personnages » car il l'a écrit en ayant à l'esprit que ce serait son dernier travail pour X-Files ainsi que le dernier épisode « monstre de la semaine » de la série.
L'équipe de décoration recrée à l'identique le décor de la maison servant de cadre principal à la sitcom The Brady Bunch. Gillian Anderson, elle-même une fan de cette série, rapporte d'ailleurs que des gens ont afflué de tout Los Angeles pour se prendre en photo dans ce décor. La scène où la maison d'Oliver Martin se transforme en prairie est réalisée via la technique de l'incrustation. Des plans de la maison et de la prairie sont filmés séparément, puis les acteurs sont filmés devant un écran bleu. Les plans sont ensuite mélangés grâce au procédé du matte painting. Cet effet spécial est particulièrement complexe à accomplir en raison de la longueur de cette scène.

## Accueil

### Audiences
Lors de sa première diffusion aux États-Unis, l'épisode réalise un score de 6,2 sur l'échelle de Nielsen, avec 10 % de parts de marché, et est regardé par 10,30 millions de téléspectateurs.

### Accueil critique
L'épisode obtient des critiques globalement favorables. Todd VanDerWerff, du site The A.V. Club, lui donne la note de A-. Dans leur livre, Robert Shearman et Lars Pearson lui donnent la note de 3,5/5. John Keegan du site Critical Myth, lui donne la note de 7/10. Le site Le Monde des Avengers lui donne la note de 3/4.